# Serra de Pavà
La Serra de Pavà és una serra situada als municipis de Batea i Caseres a la Terra Alta, amb una elevació màxima de 466 metres.